# Blackstone Building (Tyler)
El Blackstone Building es un inmueble situdo en la ciudad Tyler, en el estado de Texas (Estados Unidos). Es un edificio art déco construido en 1938. Fue incluido en el Registro Nacional de Lugares Históricos en 2002. El arquitecto de Fort Worth, Preston M. Geren, diseñó el edificio de seis pisos, que es uno de los dos únicos edificios de oficinas de estilo art déco en el área de Tyler. El proyecto fue financiado por el empresario de Tyler, Edmond P. McKenna, y tenía la intención de aliviar la necesidad de espacio para oficinas durante el boom petrolero del este de Texas. El edificio albergaba oficinas para compañías petroleras, geólogos, abogados, ingenieros y más. Además, Blackstone fue una ubicación para la terminal de autobuses Union desde 1938 hasta la década de 1950. El hotel Blackstone de al lado se derrumbó en 1985, pero el edificio Blackstone sigue en pie. Se utiliza como espacio de oficinas y alberga la Cámara de Comercio de Tyler.
El edificio costó alrededor de 100.000 dólares. En un momento, acogió a unas 15 empresas relacionadas con la industria petrolera.
Fue construido por el contratista de Tyler Hugh E. White. White también se construyó uno de los pocos edificios de estilo internacional en Tyler, el Elks Club Building (1949), que también figura en la lista de NRHP.